# Risc vs Reward
Risc vs Reward — мини-альбом Photek, выпущен 22 июля 1997 года на лейбле Astralwerks. Объединяет в себе миньон «The Hidden Camera» и сингл «Ni-Ten-Ichi-Ryu».

## Об альбоме
Буклет к этому диску представляет собой набор фотографий, снятых камерой скрытого наблюдения. Три силуэта на всех этих фотографиях — это собственно сам Руперт Паркс (настоящее имя Photek), а также Джим Бэйкер и Фил Аслетт из дуэта Source Direct.
Японская версия «The Hidden Camera», вышедшая в конце февраля 1997 года, также включает в себя сингл «Ni-Ten-Ichi-Ryu», и, по сути, является аналогом «Risc vs Reward».

## Список композиций
1. K.J.Z (7:49)
2. The Hidden Camera (6:49)
3. The Hidden Camera (Static Mix) (6:19)
4. Hybrid (5:16)
5. Ni-Ten-Ichi-Ryu (Two Swords Technique) (6:00)
6. The Fifth Column (7:09)

Треки K.J.Z, The Fifth Column и оригинальная версия The Hidden Camera также включены в альбом «Modus Operandi», вышедший спустя два месяца после данного релиза.